# Lubocki
Lubocki – kaszubski herb szlachecki.

## Opis herbu
Herb znany przynajmniej w trzech wariantach. Opisy z wykorzystaniem klasycznych zasad blazonowania:
Lubocki I: W polu srebrnym gałązka o trzech liściach zielonych. Klejnot: nad hełmem w koronie ogon pawi, na którym trzy oszczepy srebrne w wachlarz, ostrzami na dół. Labry zielone, podbite srebrem.
Lubocki I odmienny: W klejnocie sam ogon pawi.
Lubocki II: W godle trzy listki, każdy na gałązce.
Lubocki III: Inny klejnot: łuk złoty cięciwą do góry, w którym na łęczysku trzy strzały srebrne w wachlarz.

## Najwcześniejsze wzmianki
Herb znany polskim heraldykom. Jego wariant podstawowy przytoczył Kasper Niesiecki (Korona polska) oraz Juliusz Karol Ostrowski (Księga herbowa rodów polskich). Wariant I odmienny pochodzi z wczesnych redakcji herbarza Dachnowskiego (Herbarz szlachty Prus Królewskich). Z redakcji tego samego dzieła z około 1714 roku znamy wariant III, opisany jako odmiana poprzedniego używana przez gałąź rodu. Wariant II podany przez Ostrowskiego, rzekomo za Niesieckim, powtórzony przez Chrząńskiego (Tablice odmian herbowych).

## Herbowni
Lubocki (Lubaczki, Luboczki, Lubodzki). Rodzinie przypisywano też przydomek Hulda, ale nie wiadomo czy słusznie (być może przez pomylenie Lubockich z niemiecką rodziną Holdau vel Hulda, która używała podobnego herbu).

### Rodzina Lubockich
Rodzina szlachty kaszubskiej, biorąca nazwisko od wsi Lubocino. Być może jej protoplastą był Mikołaj z Lubocina, wzmiankowany w 1429. Jego potomkiem był prawdopodobnie Maćko z Lubocina, wzmiankowany w latach 1476-88. Potomkiem Maćka był zapewne Henryk Lubocki (zm. 1548), ławnik ziemski pucki w 1516, sędzia ziemski od 1526, pracował przy rozgraniczaniu Lubocina i Warszewa, będącego uposażeniem miasta Gdańska. Potwierdzenie tego rozgraniczenia otrzymali Michał i Jan Luboccy w 1548. Jan Lubocki pełnił urząd stolnika królewskiego w 1561, był właścicielem Barłomina, części Kębłowa i Będargowa w latach 1570 i 1571. Michał Lubocki był natomiast ławnikiem ziemskim puckim w latach 1553-61, sędzią ziemskim puckim w 1570. W tym samym roku występował jako właściciel Lubocina oraz części w Połchowie i Kębłowie. Jan Lubocki toczył w 1582 spór o granice Barłomina z Luzinem z klasztorem żukowskim. Nie podporządkowawszy się wyrokowi sądu w tej sprawie, Jan został skazany na banicję. Ostatecznie jednak doszło do ugody, zaś spadkobierca Jana, Henryk, zobowiązał się do zadośćuczynienia klasztorowi oraz skorygował granice w układzie z 1597. Henryk pełnił w 1594 roku funkcję pisarza ziemskiego pomorskiego. Z rodziny tej znany jest jeszcze Piotr (zm. 1622 lub 24), sędzia ziemski pucki w latach 1608-1620, żonaty z Manteufflówną. Rodzinę uważa się od XVII wieku za wygasłą.